# 귀하신 몸 (영화)
귀하신 몸은 한국에서 제작된 심우섭 감독의 1966년 영화이다. 구봉서 등이 주연으로 출연하였고 박의순 등이 제작에 참여하였다.

## 출연

### 주연
- 구봉서
- 양훈
- 정애란

## 제작진
- 미술: 홍성칠